# Jerzy Hoffman
Jerzy Julian Hoffman, född 15 februari 1932 i Kraków, Polen, är en polsk filmregissör och manusförfattare.

## Filmografi
- 1958 - Minnen från Kalvaria - regi och manus
- 1959 - Tor - regi
- 1963 - Gangsterzy i filantropi - regi
- 1965 - Trzy kroki po ziemi - regi
- 1967 - Ojciec - regi
- 1969 - Pan Wołodyjowski - regi
- 1974 - Potop - regi
- 1977 - Trędowata - regi
- 1982 - Znachor - regi
- 1992 - Piękna nieznajoma - regi
- 1999 - Ogniem i mieczem - regi
- 2003 - Stara baśń - kiedy słońce było bogiem - regi